# Јошинобу Ишии
Јошинобу Ишии (јап. 石井 義信; 13. март 1939 — 26. април 2018) био је јапански фудбалер.

## Каријера
Током каријере играо је за Тојо и Фуџита.

## Репрезентација
За репрезентацију Јапана дебитовао је 1962. године.

## Статистика
| Јапан  | Јапан | Јапан |
| Год.   | Ута.  | Гол.  |
| ------ | ----- | ----- |
| 1962   | 1     | 0     |
| Укупно | 1     | 0     |